# Ахмерово (Баймацький район)
Ахме́рово (рос. Ахмерово, башк. Әхмәр) — присілок у складі Баймацького району Башкортостану, Росія. Входить до складу Мукасовської сільської ради.
Населення — 543 особи (2010; 582 в 2002).
Національний склад:
- башкири — 100%